# Lienardia corticea
Lienardia corticea é uma espécie de gastrópode do gênero Lienardia, pertencente a família Clathurellidae.